# Jean-Paul Augereau
Jean-Paul Augereau, née à Cholet en 1967, est un ingénieur, entrepreneur et inventeur français reconverti dans l'humanitaire.

## Biographie
Jean-Paul Augereau nait à Cholet en 1967. Il mène des études d'ingénieur en génie mécanique et électrique. Il est par ailleurs diplômé d’un 3e cycle en Finances et Marketing International.
Installé près de Nantes, Jean-Paul Augereau fonde sa première entreprise à l'âge de 27 ans. Fort de son succès, il dirige pendant une quinzaine d'années simultanément trois entreprises de l’impression et l’industrie textile. Il est très investi pendant toutes ces années au service de ses entreprises et parcourt le monde pour les faire prospérer à l’international,.
En 2002, alors qu'il est en déplacement en Égypte, il se lave les dents, ingère de l'eau du robinet non potable et contracte une septicémie qui le cloue à l’hôpital et nécessite une greffe de valve aortique humaine. Abattu, il fait alors un « burn-out » pendant plus de deux ans et remet en question le sens de son action. Mais c'est ce qui aurait pu le tuer qui donne soudainement un nouveau sens à sa vie et de son envie d’avancer :
- il doit la vie à un don et éprouve le besoin de « redonner quelque chose aux autres »[6] ;
- ce grave accident de santé ayant été causé par la non potabilité de l'eau — ce qui est courant dans de nombreux pays du sud — il décide d’œuvrer à proposer une eau saine aux populations qui en sont privées.

Alors qu’il dirige une entreprise de traitement des eaux et de recyclage, il se met en tête de concevoir un équipement simple, facile à mettre en œuvre, permettant à de petites collectivités d'assainir l'eau disponible. Au terme de 10 ans d'études, il met au point la fontaine filtrante Safe Water cube, un système simple, robuste et autonome, fonctionnant sans électricité ni produits chimiques. La fontaine s'actionne par une pompe manuelle qui fait transiter l’eau à travers cinq filtres successifs allant de 150 à 5 micromètres, puis un filtre céramique de 0,02 micromètre. Les polluants et les microorganismes et virus pathogènes sont bloqués mais pas les sels minéraux. Le filtre peut être nettoyé avec une brosse et du vinaigre blanc. Son remplacement annuel revient à 12 euros. 
C'est ainsi que celui qui — reconnait-il — se préoccupait peu des autres, va consacrer sa vie aux personnes dans le besoin. En aout 2016, il crée le fonds de dotation Safe Water Cube et l’association Agir Ensemble, et s'investit désormais dans l'action humanitaire. À nouveau, il parcourt le monde, cette fois-ci pour « donner à boire » à des populations qui n'ont pas accès à l'eau potable.